# Кебраты
Кебраты — посёлок в Гайнском районе Пермского края. Входит в состав Кебратского сельского поселения. Располагается северо-западнее районного центра, посёлка Гайны. Расстояние до районного центра составляет 30 км. По данным Всероссийской переписи населения 2010 года, в посёлке проживало 858 человек (420 мужчин и 438 женщин).

## История
По данным на 1 июля 1963 года, в посёлке проживало 1293 человека. До конца 1962 года населённый пункт входил в состав Гайнского сельсовета, а в 1963 году посёлок вошёл в состав Мысовского сельсовета.